# V. Kerry Smith
V. Kerry Smith es un economista ambiental estadounidense. A 2024, es profesor emérito de economía en la Escuela de Negocios W. P. Carey de la Universidad Estatal de Arizona y anteriormente fue profesor universitario distinguido y director del Centro de Política Económica Ambiental y de Recursos de la Universidad Estatal de Carolina del Norte. Smith es conocido por su investigación fundamental en economía ambiental, es investigador asociado en la Oficina Nacional de Investigación Económica, y fue incluido en la Academia Nacional de Ciencias en 2004. El profesor de Chicago John A. List describió una vez a Smith como un «hombre renacentista de la economía» en elogio del libro de Smith The Economics of Environmental Risk. Ha publicado más de 300 trabajos académicos que han sido citados más de 7000 veces, que incluyen 15 libros y más de 200 artículos revisados por pares.

## Carrera académica
Smith recibió su doctorado en economía de la Universidad Rutgers en 1970. Después de su doctorado, ocupó cargos en la Universidad Estatal de Bowling Green y la Universidad Estatal de Nueva York en Binghamton hasta 1976. De 1979 a 1983, Smith fue profesor de economía en la Universidad de Carolina del Norte en Chapel Hill y profesor centenario de economía en la Universidad Vanderbilt de 1983 a 1987.
En 1987, Smith fue contratado como profesor universitario distinguido en la Universidad Estatal de Carolina del Norte. Smith dejó brevemente NC State para desempeñarse como profesor de economía ambiental en Artes y Ciencias en la Universidad Duke en 1994 antes de regresar a NC State en 1999. Mientras estaba en NC State, Smith fundó el taller Camp Resources para economía ambiental en 1993, que se ha reunido anualmente desde su creación. Smith dejó NC State en 2006 para unirse a la Escuela de Negocios WP Carey de la Universidad Estatal de Arizona como profesor emérito, cargo que aún ocupa.

## Premios y reconocimientos
En 2004, Smith fue elegido miembro de la Academia Nacional de Ciencias, uno de los pocos economistas ambientales que logró tal reconocimiento. Fue nombrado miembro de la Fundación Guggenheim y de la AAEA. Smith también recibió un Premio al Servicio Distinguido en 1989 de la Asociación de Economistas Ambientales y de Recursos, la principal organización profesional de economistas ambientales.